# Lee Seon-bae
Lee Seon-bae (koreanisch 이선배; * 2. Juni 1939 in Yesan) ist ein ehemaliger südkoreanischer Radrennfahrer.

## Sportliche Laufbahn
Lee Seon-bae (auch Lee Sun-Bai) war im Straßenradsport aktiv und Teilnehmer der Olympischen Sommerspiele 1964 in Tokio. Im olympischen Straßenrennen belegte er den 107. Platz. Im Mannschaftszeitfahren wurde das Team aus Südkorea mit An Byeong-hun, Jo Seong-hwan, Hong Seong-ik und Lee Seon-bae 24. des Rennens.
Bei den Asienspielen 1966 in Bangkok gewann er die Goldmedaille im Mannschaftswertung des Straßenrennens und Silber in der Mannschaftswertung des Einzelzeitfahrens.